# 雷丁頓鎮區 (新澤西州)
雷丁頓鎮區（英語：Readington Township）是位於美國新澤西州亨特登縣的一個鎮區。

## 地方資料
雷丁頓鎮區的面積為123.88平方千米，當中陸地面積為123.17平方千米，而水域面積為0.70平方千米。根據2020年美國人口普查的數據，當地共有人口16128人，而人口密度為每平方千米130.19人。